# Бір-Мшерга
Бір-Мшерга — місто в Тунісі. Входить до складу вілаєту Загуан. Станом на 2004 рік тут проживало 7 203 особи.